# CROSS GENE
CROSS GENE（クロスジン／크로스진）は、韓国のアイドルユニット。
メンバーそれぞれに“GENE/遺伝子”と称したものを象徴したキャッチフレーズをつけている。以前の所属事務所はアミューズ。所属レーベルはユニバーサルミュージックジャパン。
日本の公式ファンクラブは「CROSS GENE☆PLANET」（クロスジン☆プラネット）であり、メンバーは会員のことを“ぷーちゃん”と呼ぶ。2018年カムバック同時に「CROSSGENE☆PLANET」から「candY」に変更となった

## 概要
2012年6月に韓国でデビューを果たす。タイトル曲「La-Di Da-Di」は、DJ FRANK Eが楽曲提供。
振付日本人ダンサーKENTO MORIが手がけ、アジア各国の座禅、空手、テコンドー、カンフーなど各国の武術を振付にとりいれた。2013年3月13日「Shooting Star」（NTVドラマ「シェアハウスの恋人」挿入歌）で日本デビューを果たした。
2019年をもって、活動休止した。

## メンバー

### 現在のメンバー
- 韓国 - SHIN（PRESH GENE）

### 元メンバー
- 中国 - J.G（DESTINY GENE）（2013年1月脱退）
- 中国 - CASPER（WILD CHIC GENE）（2017年8月31日付脱退）[2]
- 日本 - TAKUYA（GORGEOUS GENE）（2018年12月10日付脱退）[3]
- 韓国 - SANGMIN（ORGANIC GENE）（2019年12月31日脱退）[4]

- 韓国 - YONGSEOK（MYPACE GENE）（2019年12月31日脱退）[4]
- 韓国 - SEYOUNG（MIRACLE GENE）（2020年12月4日脱退）[5]

## コンサート
- CROSS GENE 1st Concert In Japan "Cross U" (2013)
- CROSS GENE 2nd Concert In Japan "With U" (2013)
- CROSS GENE Live In Japan "Rock U" (2013)
- CROSS GENE Concert In Japan "Cross Show: Zedd" (2014)
- CROSS GENE Concert In Seoul "Be Happy Together - X Mas Eve Night" (2015)
- CROSS GENE Live In Japan "Be Happy Together - New Year Luv Night (2016)
- CROSS GENE Live "Mirror" (2017)
- CROSS GENE Japan Live "Utopia" (2018)

## 出演

### テレビ番組
- クロスバトル（2012年、北海道テレビ放送）